# Ludwig Bossler
Ludwig August Bossler, né le 10 décembre 1838 à Darmstadt et mort le 21 mars 1913, est un philologue allemand et botaniste alsacien.

## Biographie
Ludwig Bossler est le fils de Christian Boßler (de) (1810-1877) et de Mathilde Hegar (1819-1890), sous le nom de baptême de Ludwig August. Il est le neveu du gynécologue Alfred Hegar (de). Son père était directeur du gymnasium de Darmstadt, tandis que sa mère était la fille du médecin de la cour du grand-duc de Hesse.   
Bossler a étudié les mathématiques et les sciences naturelles aux universités de Giessen et de Göttingen. Après avoir terminé ses études, il a poursuivi ses études de langues et littératures romanes à l'université de Tübingen, où il a obtenu son doctorat en 1866.   
Ensuite, Ludwig Bossler a été professeur au lycée Ruthen de Gera (de) de 1869 à 1871. Il a dirigé le gymnasium de Wissembourg de 1871 à 1874. En dernier lieu, Bossler a été directeur du gymnasium de Bischwiller.
Il appartient à la même famille que Jean Bosler et Heinrich Philipp Bossler. 

### Travailler en Alsace
Ludwig Bossler s'est longuement penché sur la toponymie du Bas-Rhin et sur la botanique alsacienne. Il a comblé une lacune de l'époque en décrivant en allemand la flore de la nouvelle Alsace-Lorraine en 1877 et en classant les différents genres de plantes selon le système de Carl Linné. Le livre Flora der Gefässpflanzen in Elsass-Lothringen (Flore d'Alsace-Lorraine) de Bossler, qualifié de célèbre, a été revu et complété par le botaniste Christian August Friedrich Garcke.
Ludwig Bossler a également travaillé comme toponymiste. Au début, il a étudié les noms de rues à Wissembourg et s'est ensuite concentré sur les noms de lieux dans toute l'Alsace.

## Œuvres
- '(de) « Die Ortsnamen des Kreises Weissenburg im Elsass », dans Zeitschrift für Deutsche Philologie, volume 6, 1875, p. 153-159, 329  (ISSN 0044-2496).
- (de) Flora der Gefässpflanzen in Elsass-Lothringen. Als Taschenbuch für botanische Excursionen, Strasbourg 1877 (OCLC 1033703831).